# Kubanische Botschaft in Berlin

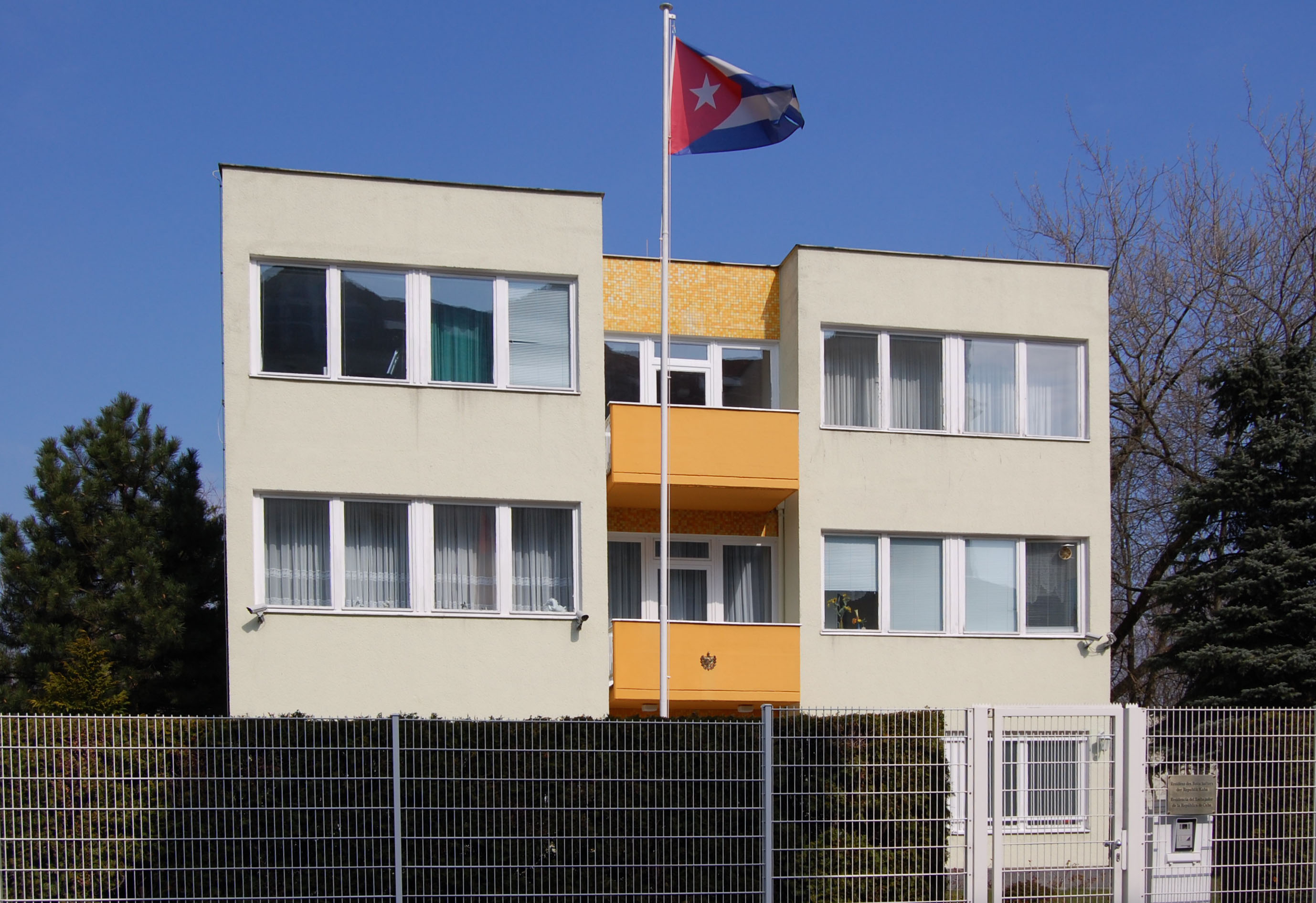
Botschaft in der Stavangerstraße 20 in Berlin-Prenzlauer Berg

Die kubanische Botschaft in Berlin (offiziell Botschaft der Republik Kuba, spanisch Embajada de Cuba) ist der Hauptsitz der diplomatischen Vertretung Kubas in Deutschland. Das Botschaftsgebäude liegt in der Stavangerstraße 20 im Ortsteil Prenzlauer Berg des Bezirks Pankow. Eine Außenstelle der Botschaft befindet sich in der Kennedyallee 22–24 in Bonn.
Botschafterin ist seit dem 7. April 2022 Juana Martínez González.

## Geschichte
Das Deutsche Reich unterhielt seit 1904 diplomatische Beziehungen mit Kuba. Bis 1910 war die kubanische Mission in London für Deutschland zuständig. Die Beziehungen waren im und nach dem Ersten Weltkrieg 1917–1920 unterbrochen, auch ab 1941 gab es aufgrund der Kriegserklärung Kubas an das Deutsche Reich keine Beziehungen mehr. Als Standort für die Cubanische Gesandtschaft (Schreibweise mit ‚C‘) in Deutschland ist im Berliner Adressbuch von 1921 das Hotel Esplanade angegeben. Später, in den 1930er Jahren, befand sich die Gesandtschaftskanzlei von Kuba im Bezirk Tiergarten, Rauchstraße 7.
Am 30. Juni 1955 nahmen Kuba und die Bundesrepublik Deutschland diplomatische Beziehungen auf. Sie waren aufgrund der Hallstein-Doktrin zwischen 1963 und 1974 unterbrochen. Die Botschaft Kubas hatte von 1975 bis 1999 ihren Sitz in der Kennedyallee 22–24 im Ortsteil Plittersdorf des Bonner Stadtbezirks Bad Godesberg. Hier befindet sich seit dem Umzug der Botschaft nach Berlin eine Außenstelle der Botschaft.
Die DDR und Kuba nahmen am 12. Januar 1963 volle diplomatische Beziehungen auf und erhoben die seit 1961 bestehenden Missionen in Ost-Berlin und Havanna in den Rang von Botschaften. Die kubanische Botschaft hatte in den ersten Jahren ihren Sitz in der Breiten Straße 8 in Berlin-Pankow und wechselte dann in die Dietzgenstraße 4 in Berlin-Niederschönhausen. Ab 1970 hatte sie ihren Sitz im Gebäude des ehemaligen jüdischen Waisenhauses in der Berliner Straße 120/121 in Berlin-Pankow. Hier befand sich auch die Handelsvertretung.

## Gebäude
Die kubanische Botschaft ist in einem Gebäude untergebracht, das vom Architekten Eckart Schmidt gestaltet wurde. Hierbei handelt es sich um einen genormten dreigeschossigen Gebäudetyp, der in der DDR für die Vertretungen mehrerer ausländischer Staaten errichtet wurde.

## Botschafter

### Bundesrepublik Deutschland
| Amtszeit  | Name                            |
| --------- | ------------------------------- |
| 1987–1992 | Angel Raúl Barzaga Navas        |
| 1994–1995 | Rodney Alejandro López Clemente |
| 1995–2000 | Oscar Israel Martínez Cordovésl |
| 2001–2005 | Marcelino Medina González       |
| 2005–2013 | Gerardo Peñalver Portal         |
| 2013–2017 | René Juan Mujica Cantelar       |
| 2017–2022 | Ramon Ignacio Ripoll Diaz       |
| seit 2022 | Juana Martínez González         |